# Гнат Височан
Гнат (Ігнат) Височан — один з ватажків козацько-селянського руху в Галичині у 20—30-х pp. XVII століття, осадчий, батько козацького полковника Семена Височана.

## Біографія
Гнат Височан був уродженцем села Вікторів, роки його життя невідомі.
Існує дискусія в колах істориків з приводу соціального статусу Височанів. Зокрема, польський дослідник Владислав Лозинський виводив коріння Гната від заможних селян, проте, з іншого боку, відомий український історик В'ячеслав Липинський переконував, що родина Височанів походить від покозаченої гілки шляхетського роду Височанських. В радянській  історіографії переважно вказується, що він походив із селянської сім'ї.
Можливо, він є нащадком одного з дрібних українських шляхтичів Височанських з Турківщини, маєток якого конфіскували комісари королеви Бони Сфорци, під час розмежування королівських та шляхетських земельних володінь  у 1538 р., який  згодом покозачився, давши початок скороченому прізвищу. 
Вперше про Гната Височана було з галицьких міських актів, датованих 1609 роком. Він заснував село Слобода Височанська (тепер с. Височанка Галицького району Івано-Франківської області), але прожив він там недовго і з неясних причин (можливо, через конфлікт зі старостою Галича) наказав селянам розійтись, а сам оселився поблизу села Боднарів. Осівши під Боднаровом, Височан самовільно побудував броварню, корчму та укріплений двір. Тут згодом ним було організовано селянський загін з метою боротьби з татарськими нападами.
Є гіпотеза, що Височан, будучи козаком, воював з турками у битві під Цецорою 1620 року.
В 1621–1625 роках на чолі свого загону Гнат Височан неодноразово розбивав ватаги татар, які поверталися з ясиром по шляху з Калуша на Тисменицю, звільняючи бранців та відбираючи награбоване.
1626 р. Гнат разом зі своїм сином Семеном Височаном організував збройний виступ селян села Боднарева проти шляхтичів Сулятицьких і Боднарівських. Останні, вочевидь, спробували помститися, скориставшись правом кадука, яке, згідно з тогочасними польськими законами, дозволяло шляхтичам конфісковувати маєток того пана, який би не зміг в суді довести документально свій шляхетський титул (шляхтичам, які походили з інших територій та втратили свої грамоти про привілеї, це було важко довести). Деякі дослідники трактують документи про ті події як доказ селянського походження Височанів.
Нащадки Гната й Семена Височанів називали себе Височанськими. Найвідомішим серед них був Павло Височанський.